# György Hölvényi
Dans le nom hongrois Hölvényi György, le nom de famille précède le prénom, mais cet article utilise l’ordre habituel en français György Hölvényi, où le prénom précède le nom.
 György Hölvényi, né le 13 juin 1962 à Budapest, est un homme politique hongrois. Membre du Parti populaire démocrate-chrétien (KDNP), il est élu député européen en 2014 sur la liste Fidesz–KDNP.

## Biographie
Lors des élections européennes de 2014, il est élu au Parlement européen, où il siège au sein du groupe du Parti populaire européen. Il est réélu lors des élections européennes de 2019. 
Les députés Fidesz–KDNP quittent le groupe PPE en 2021 et rejoignent les non-inscrits, puis le groupe Patriotes pour l'Europe en 2024. György Hölvényi est à nouveau réélu lors des élections européennes de 2024.